# Marc Roca Barceló
Marc Roca Barceló (Barcelona, 1988. január 21. –) spanyol válogatott vízilabdázó, a CNA Barceloneta centere.

## Nemzetközi eredményei
- Olimpiai 7. hely (Rio de Janeiro, 2016)